# (1104) Syringa
(1104) Syringa es el asteroide número 1104 situado en el cinturón principal. Fue descubierto por el astrónomo Karl Wilhelm Reinmuth desde el observatorio de Heidelberg, el 9 de diciembre de 1928. Su designación alternativa es 1928 XA. Debe su nombre a un género de lilas, cuyo nombre científico es Syringa vulgaris.